# Yuri Voynov
Yuriy Nikolayevich Voynov, em russo Юрий Николаевич Войнов, (Korolev, 29 de novembro de 1931 — Kiev, 22 de abril de 2003) foi um futebolista da União Soviética, que atuava como meia.

## Carreira
Voynov fez parte do elenco da Seleção Soviética de Futebol, na Copa do Mundo de 1958. 

### Treinador
- 1963 : Dinamo Kiev (adjunto)  União Soviética
- 1964-1967 : Chernomorets Odessa  União Soviética
- 1967-1969 : MFK Mykolaiv  União Soviética
- 1969-1970 : Shakhtar Donetsk  União Soviética
- 1970 : Chernomorets Odessa  União Soviética
- 1970-1972 : Vorskla Poltava  União Soviética
- 1972-1973 : Metalist Kharkiv  União Soviética
- 1976-1977 : CSKA Kiev  União Soviética
- Desna Chernihiv  União Soviética
- 1978-1979 : MFK Mykolaiv  União Soviética
- 1992 : Temp Shepetivka  Ucrânia

## Títulos
- Eurocopa: 1960